# Sacra virginitas
Sacra virginitas (en español: Virginidad sagrada) es la vigésima séptima encíclica del Papa Pío XII, publicada el 25 de marzo de 1954, en la que elogia la virginidad consagrada al servicio de Dios.

## Contenido
En el documento, el Santo Padre expone las razones que han impulsado siempre a los fieles católicos a observar y hacer propias las virtudes de la castidad perpetua y de la abstinencia total de los deleites de la carne. Expone la virginidad como la negación de los instintos a través de la racionalidad y la fe; virginidad del alma y del cuerpo. Pío XII niega las teorías filosóficas que describen la abstinencia carnal como un proceso que desfigura el equilibrio mental del hombre al establecer que el instinto sexual no es un elemento fundamental de la existencia humana: es el instinto de conservación, refiriéndose a Santo Tomás de Aquino, el que abarca la existencia humana.

### Esquema encíclico
- Introducción. La virginidad y la castidad perfecta son la flor más bella de la Iglesia
- I.- La verdadera idea de la condición virginal
  - Por el reino de los cielos
  - Esposas de Cristo
  - Sigue al Cordero
  - Virginidad y apostolado
  - Libertad espiritual
  - Superioridad moral
  - Honor de la Iglesia
- II.- Contra algunos errores
  - Dominio de los sentidos
  - Obreros de la Iglesia
  - Virginidad fecunda
- III.- La virginidad es un sacrificio
  - Una virtud difícil
  - Ayuda divina
  - Velad y orad
  - Oportunidades de escape
  - Modestia cristiana
  - Significado sobrenatural
  - El ejemplo de María
- IV.- Miedos y esperanzas
  - Dar hijos a la Iglesia
  - Nuevos mártires cristianos